# Chet Miller
Chet Miller (Detroit, Michigan, 19 juli 1902 - Indianapolis, Indiana, 15 mei 1953) was een Amerikaans Formule 1-coureur.
Hij reed tussen 1930 en 1952 16 maal de Indianapolis 500, waarin twee van deze, de edities van 1951 en 1952 in het Formule 1-seizoen vielen. Hij verongelukte tijdens een training voor de Indy 500 van 1953. Omdat hij zo'n lange carrière in de Indy had, kreeg hij de bijnaam: "Dean of the Speedway".